# 독곡로

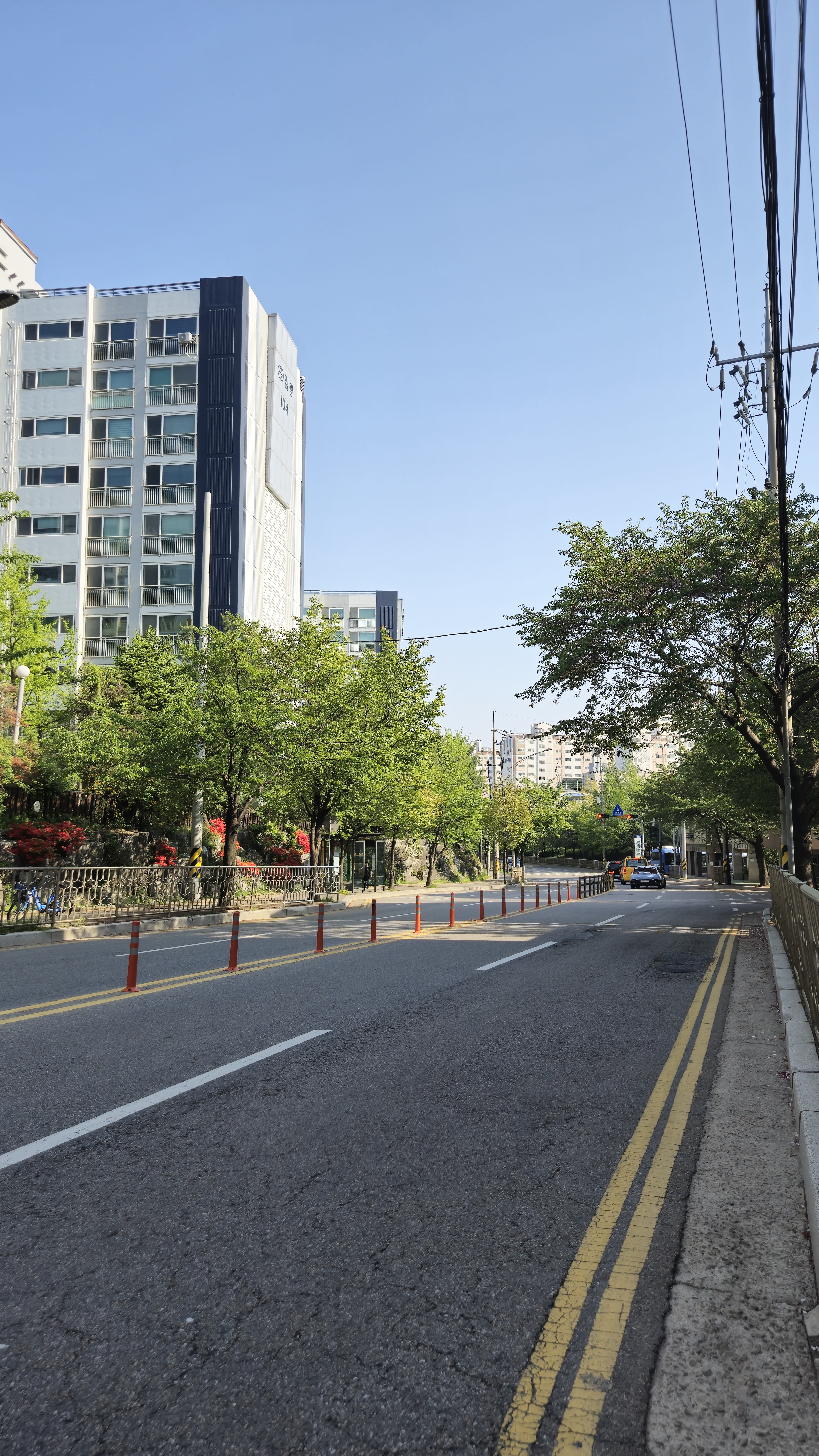
인천광역시 남동구 독곡로

독곡로는 인천광역시 남동구에 있는 도로이다. 서창동 598을 기점으로 서창동 613을 종점으로하는 0.84km(841m)의 길이를 가진 도로이다.

## 개요
독곡로는 2009년 11월 16일 고시 및 효력이 발생하여 독을 굽던 골짜기 마을이였다는 지역의 유래를 인용하여 제명되었다 한다. 매소홀로에서부터 걸재천로까지의 장수서창동의 내부도로 장수서창동 행정복지센터와 인천남동경찰서의 서창지구대의 위치가 존재한다.
독곡로의 가지번호 도로와 독곡로16번길로 서창남로와 인접해있으며 장아신로와 교차한다. 서창2동의 서창남순환로와도 가지번호가 닿아 연결되어 있다.

## 주요시설

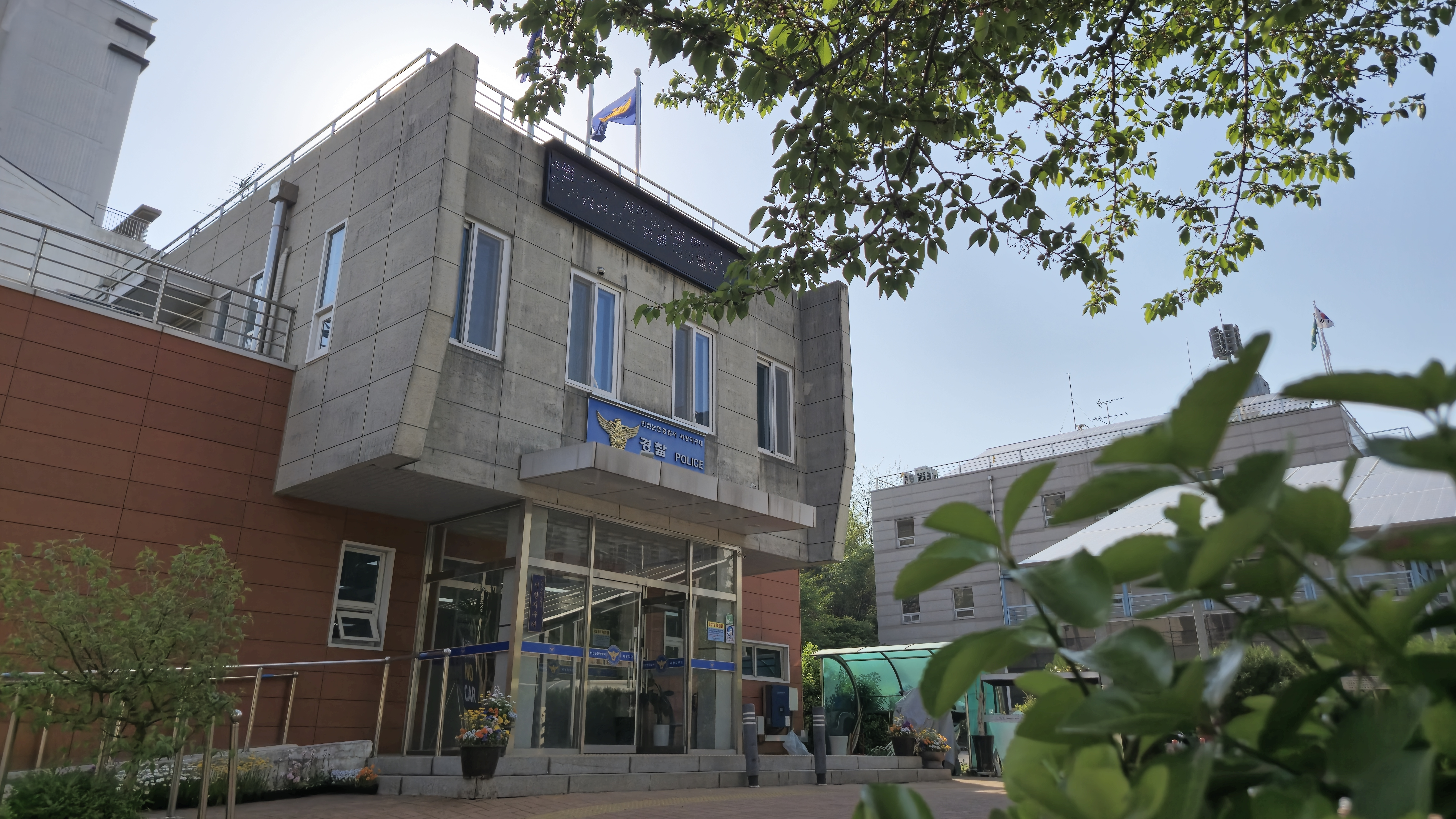
서창지구대
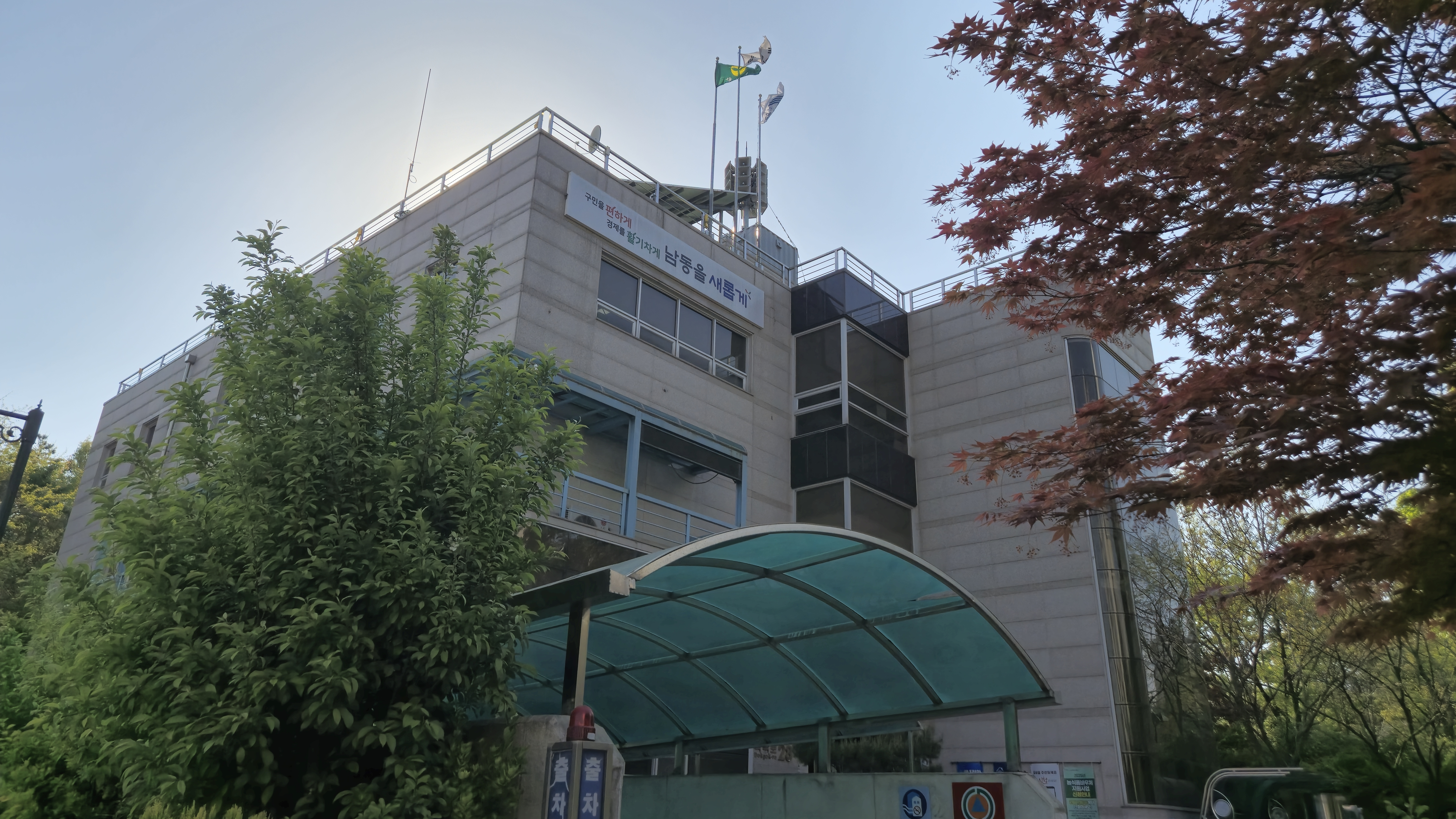
장수서창동 행정복지센터
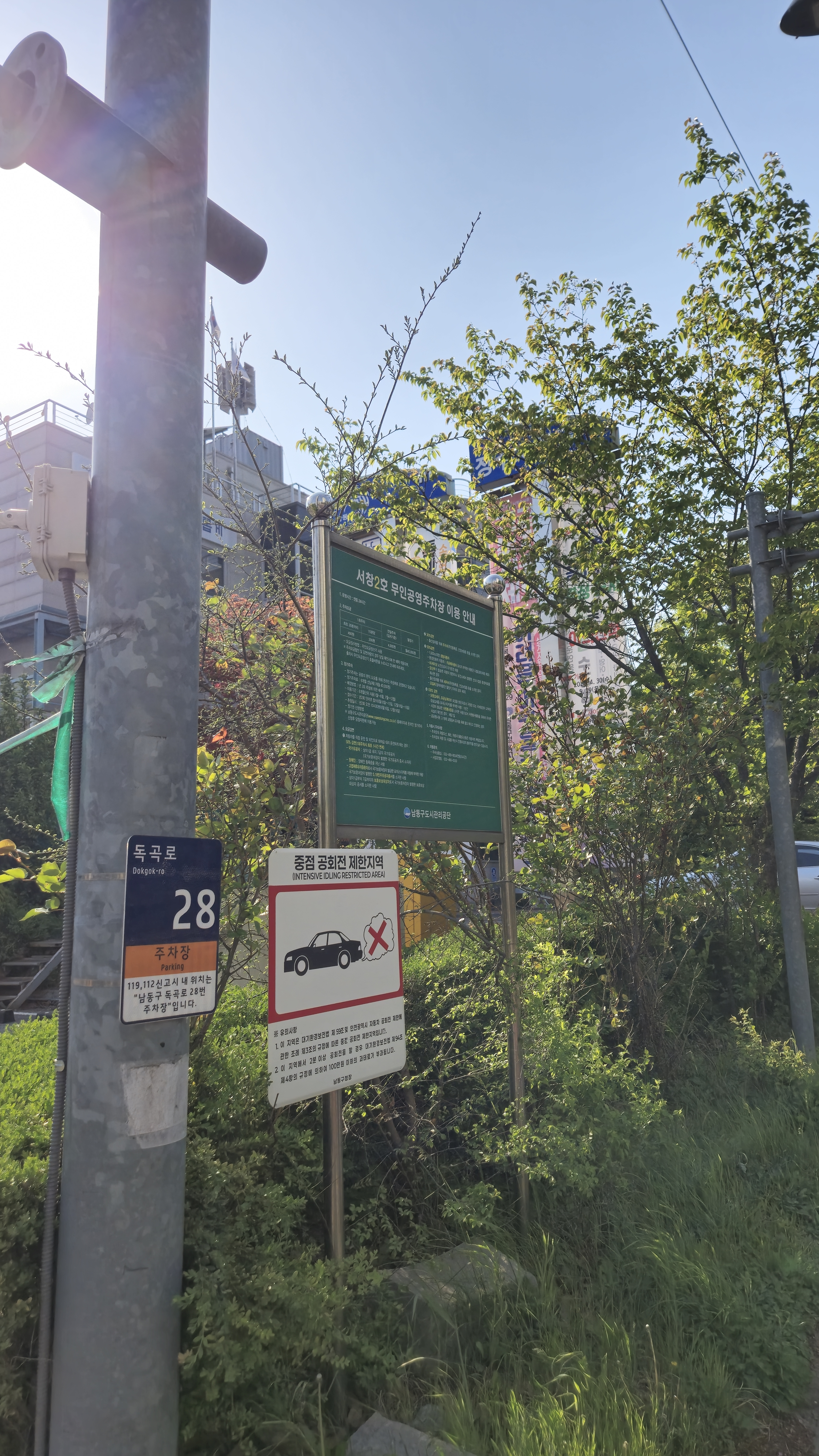
장수서창동 서창2호 주차장
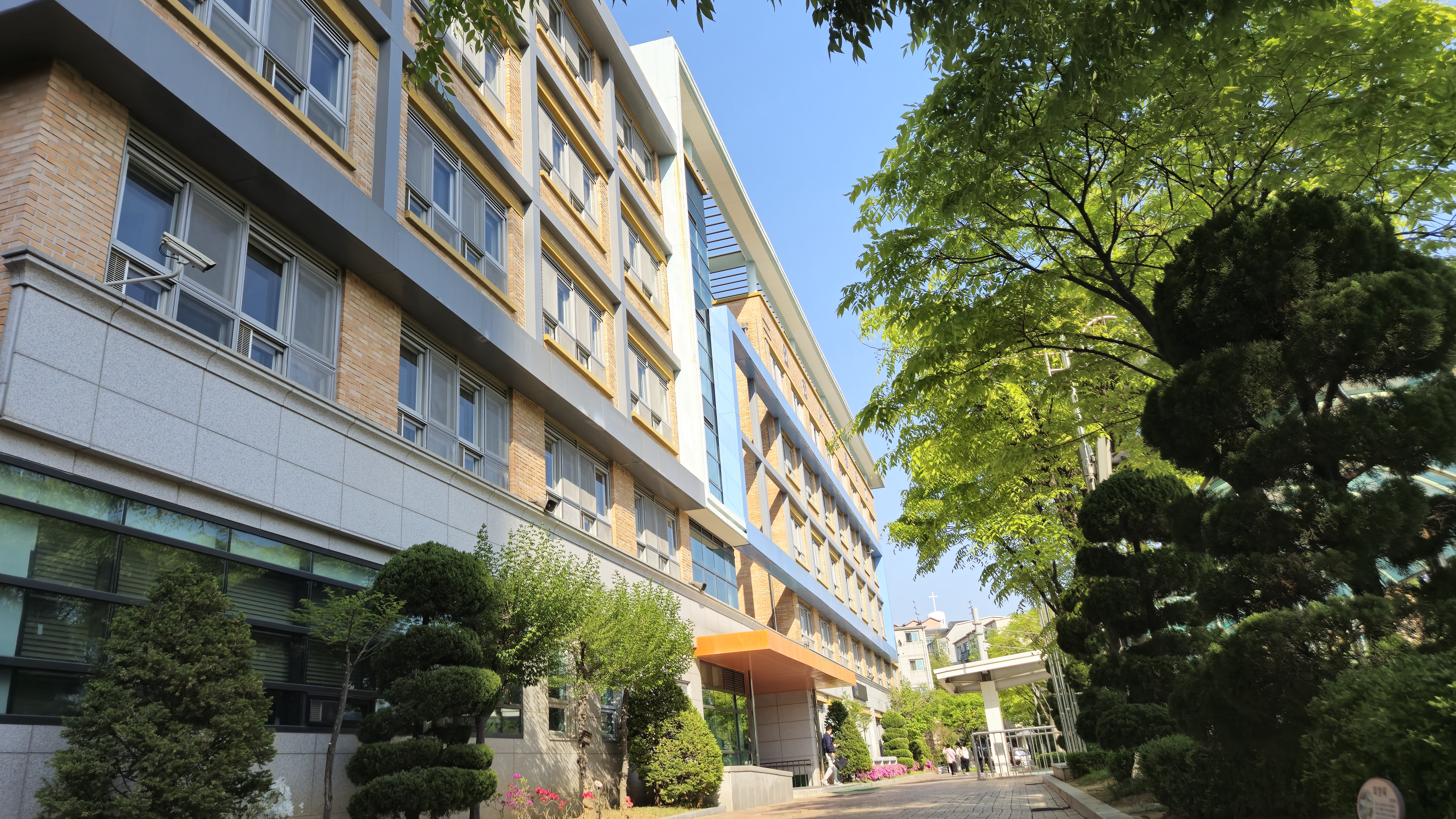
인천서창중학교

- 장수서창동행정복지센터
- 인천남동경찰서 서창지구대
- 서창중학교

## 연결도로
- 서창남로
- 장아산로
- 서창남순환로
- 매소홀로

## 주요건물

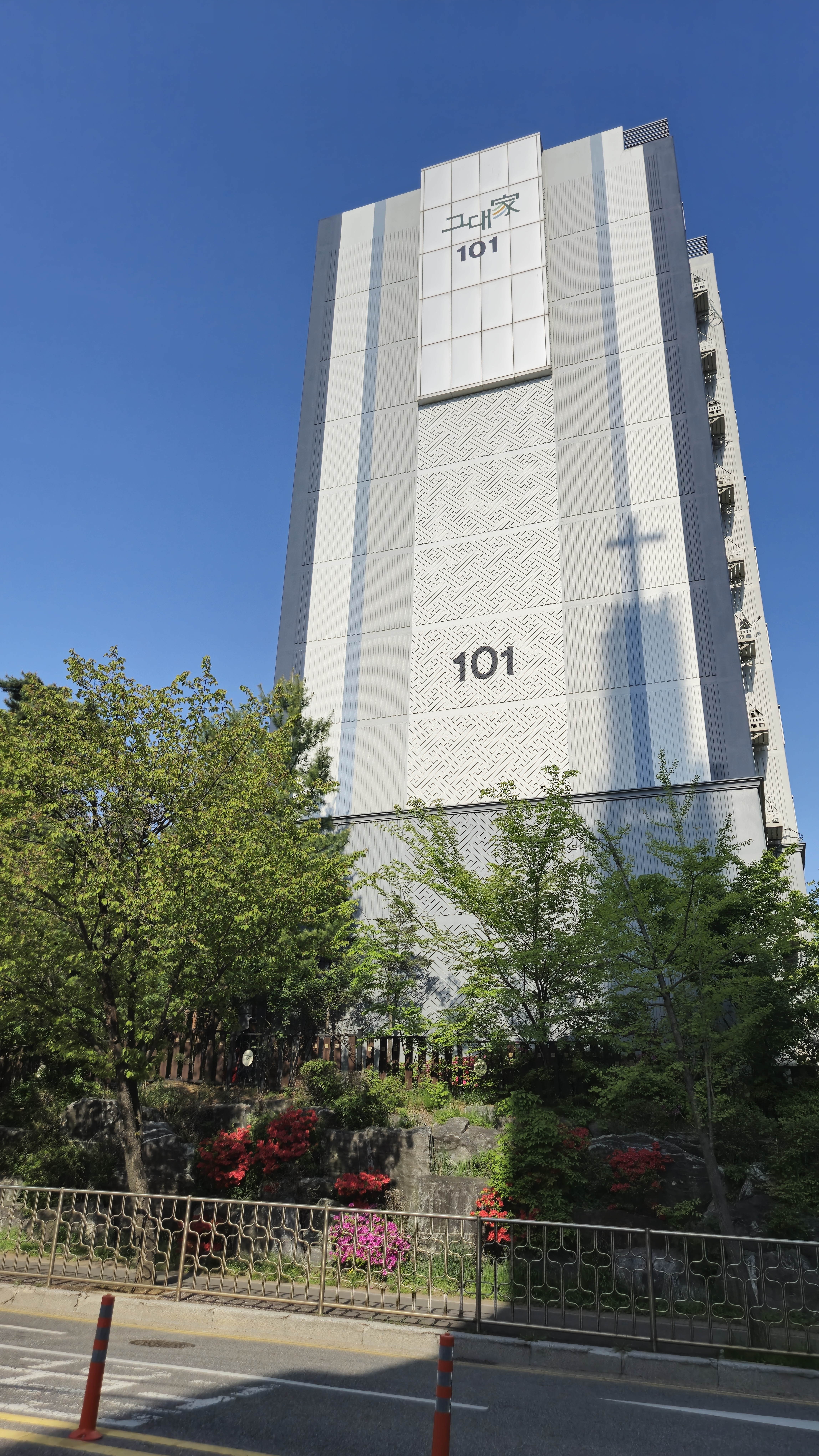
서창임광그대가아파트

- 서창서해그랑빌아파트
- 서광임광그대가아파트
- 서창청광플러스원아파트

## 사진
도로 및 시설물

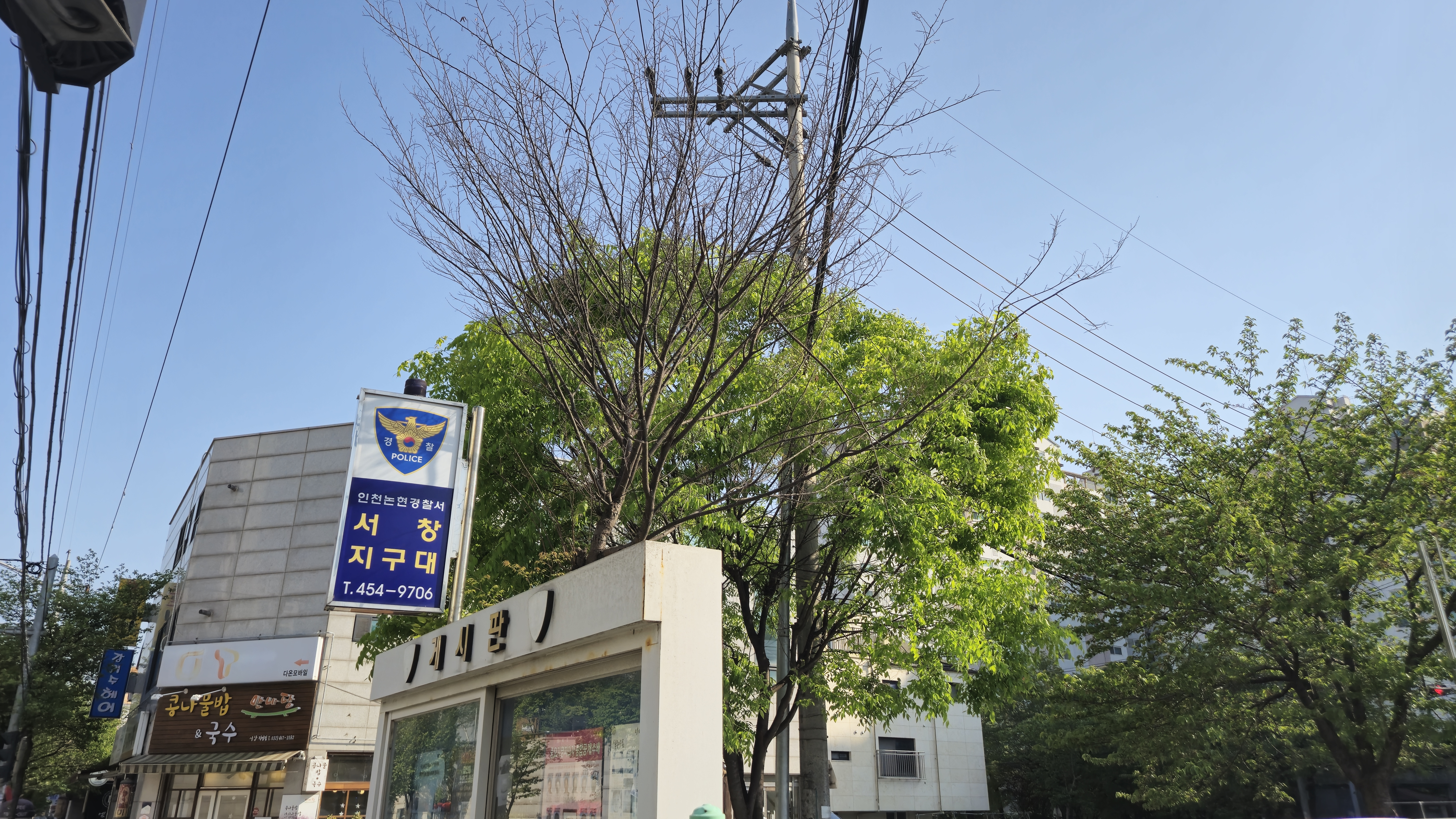
서창지구대 간판
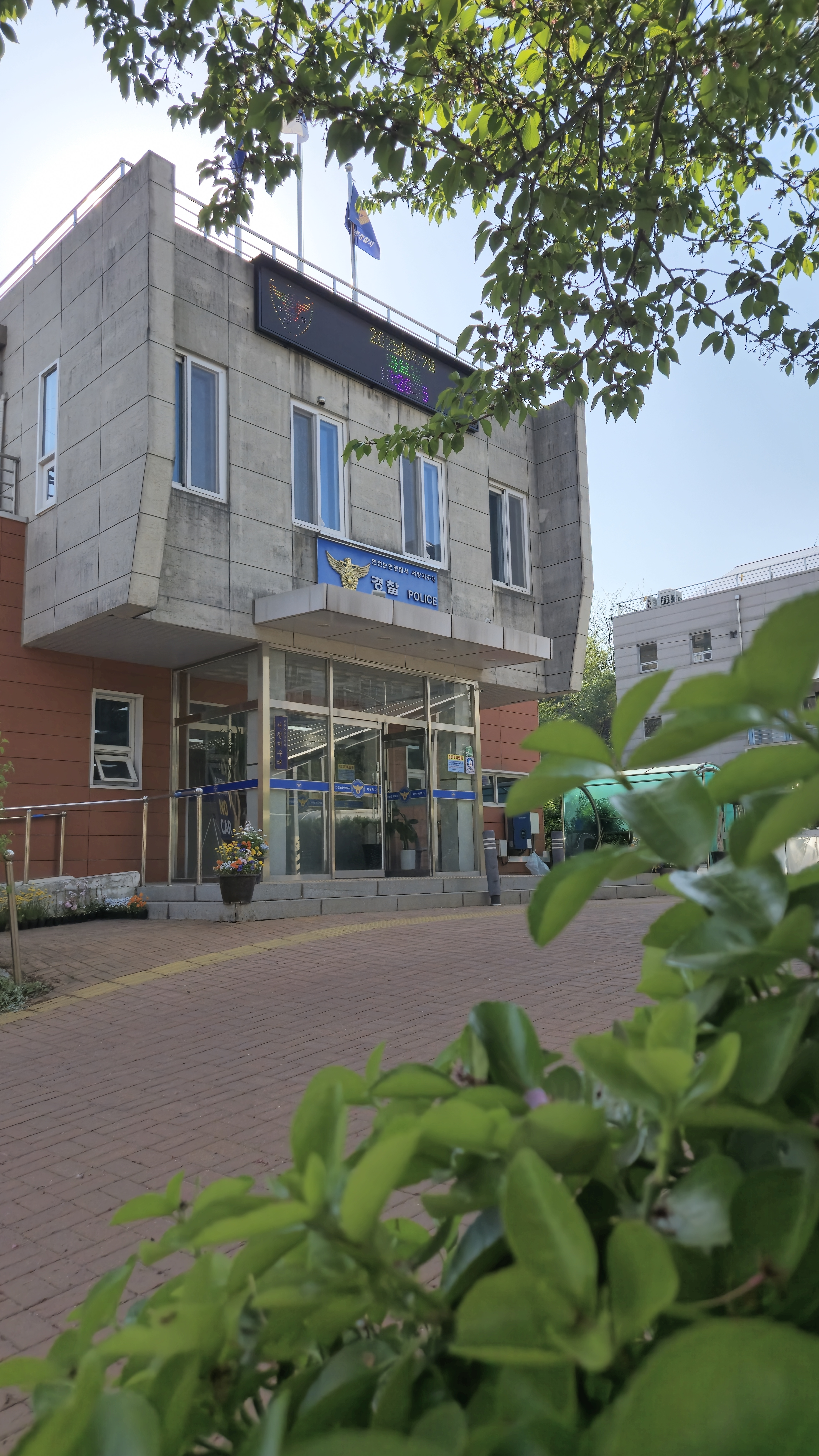
서창지구대의 초여름
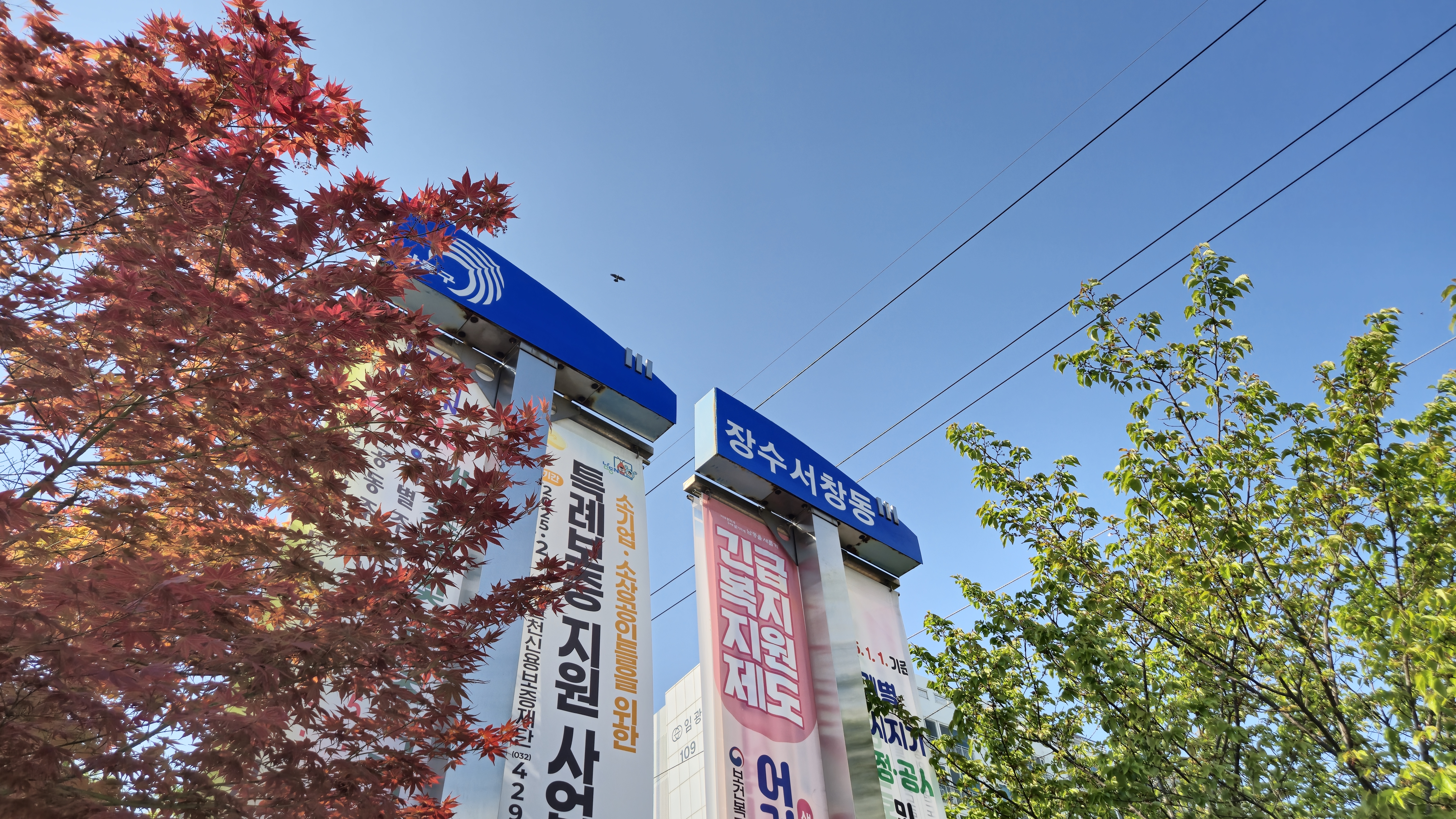
장수서창동 행정복지센터 간판
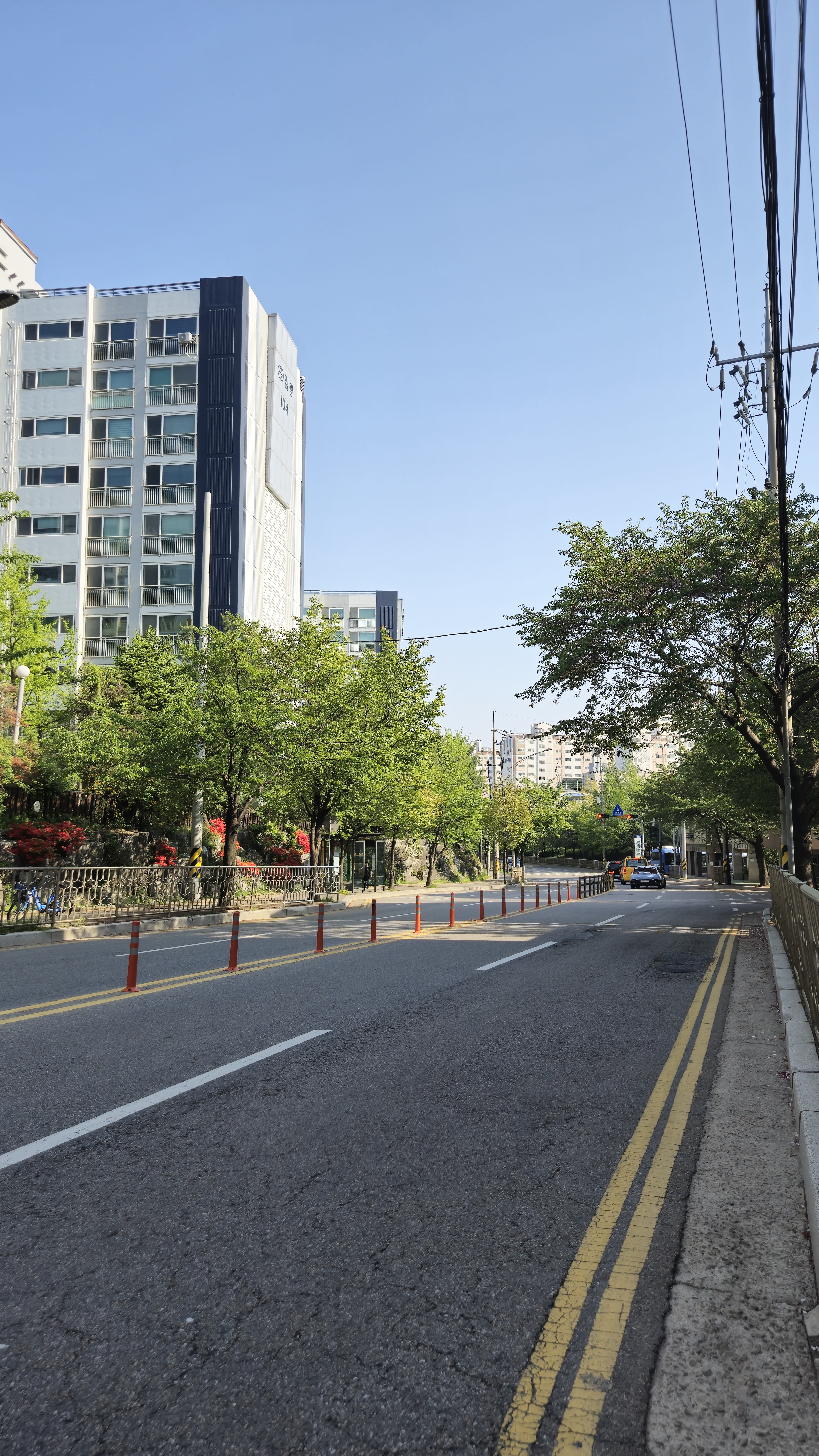
독곡로 서창2동 방향 풍경
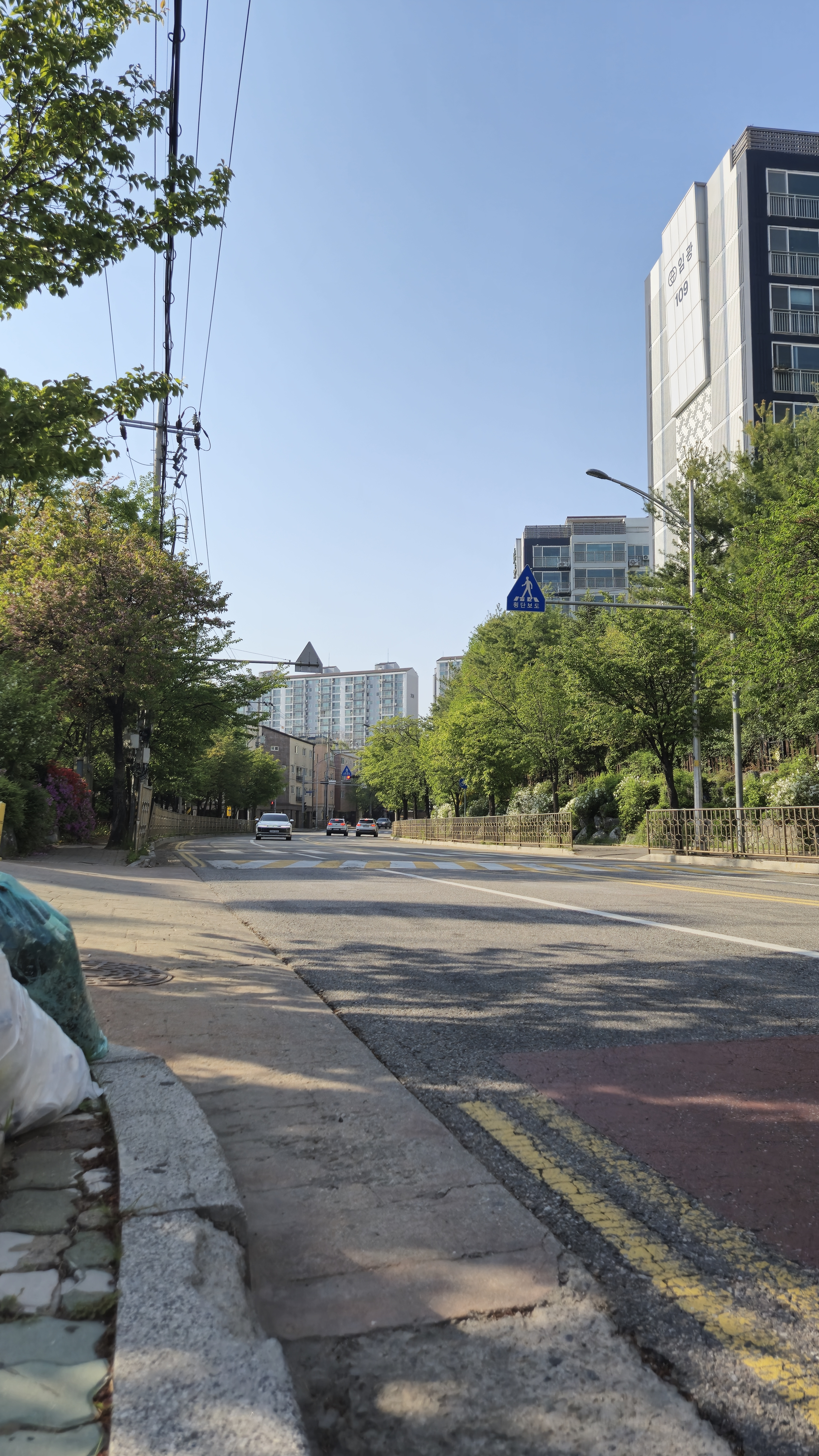
독곡로 매소홀로방향 풍경
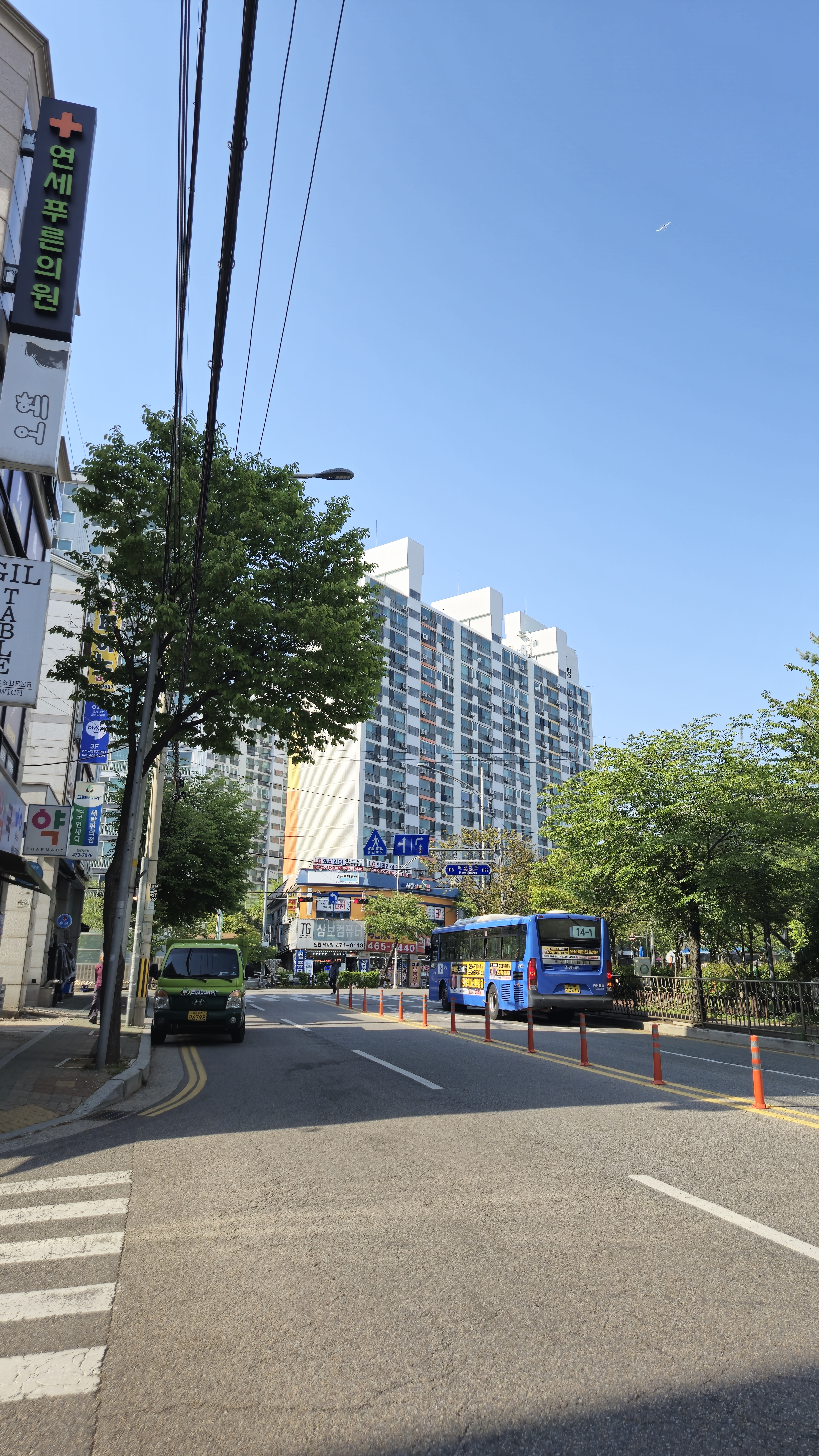
독곡로와 매소홀로 만나는 분기점